# Melanagromyza angelicae
Melanagromyza angelicae är en tvåvingeart som beskrevs av Frost 1934. Melanagromyza angelicae ingår i släktet Melanagromyza och familjen minerarflugor. Inga underarter finns listade i Catalogue of Life.